# Université islamique d'Omdourman
L'université islamique d'Omdourman (en arabe : جامعة أم درمان الإسلامية ; en anglais : Omdurman Islamic University ou OIU) est une université publique soudanaise située à Omdourman, la plus grande ville du pays.

## Personnalités liées

### Étudiants
- Hissein Hassan Abakar, docteur en hadîth dans les années 1990.